# Blues to the Bone
Blues to the Bone ist ein Studioalbum der US-amerikanischen Sängerin Etta James. Es wurde 2004 auf RCA Victor veröffentlicht und bringt Coverversionen von Klassikern der Bluesmusik.
Etta James ist in vielen verschiedenen Genres zu Hause, aber immer bekannte sie sich zum Blues als ihrer Grundlage. Mit dem Album „Blues to the Bone“ zollt sie den großen Bluesmusikern Tribut. Inspiriert wurde sie zu diesem Album von Martin Scorseses TV-Serie The Blues, der auch einen Begleittext für das Album schrieb. Eigentlich sollte sie auch in der Serie auftreten, doch verhinderte eine Krankheit die Teilnahme.
Bei näherer Betrachtung  stellte sie dann fest, dass die Songs alle aus einem männlichen Standpunkt gesungen sind und sie wollte dazu beitragen, dass man sieht, wie sie von einem anderen Standpunkt aussehen.
Produziert wurde das Album von Etta James gemeinsam mit ihren Söhnen Donto und Sametto, die auch Bass und Schlagzeug bei den Aufnahmen spielten.
Das Album erreichte Platz 4 in den Billboard Top Blues Charts.

## Titelliste
1. I Got My Mojo Working (Foster) – 3:34
2. Don’t Start Me to Talking (Williamson) – 2:52
3. Hush Hush (Reed) – 3:34
4. Lil’ Red Rooster (Dixon) – 3:54
5. That’s Alright (Rogers) – 3:42
6. Crawlin’ King Snake (Besman, Hooker) – 5:32
7. Dust My Broom (Johnson) – 3:35
8. The Sky Is Crying (James, Lewis, Robinson) – 3:59
9. Smokestack Lightning (Howlin’ Wolf) – 6:50
10. You Shook Me (Dixon, Lenoir) – 3:51
11. Driving Wheel (Sykes) – 2:59
12. Honey, Don’t Tear My Clothes (Hopkins) – 3:31

## Kritikerstimmen
- AMG – Steve Leggett: Etta James has long been one of the best singers of her generation -- in any style. (Etta James ist in jedem Stil eine der besten Sängerinnen ihrer Generation. )[3]
- Amazon – Frank-John Hadley....she seizes each of a dozen as her own, and clearly, as she says herself, these are the blues songs that touch her the deepest(..sie behandelt jeden als den Ihrigen, und offensichtlich sind es die, wie sie auch selbst sagt,  die sie am tiefsten berührten.)[4]